# Ngo-Ketunjia
Ngo-Ketunjia är ett departement i Kamerun.   Det ligger i regionen Nordvästra regionen, i den centrala delen av landet, 260 km norr om huvudstaden Yaoundé.